# Gábor Andor (újságíró)
Gábor Andor, születési nevén Greiner Andor (Újnéppuszta, 1884. január 20. – Budapest, 1953. január 20.) Kossuth-díjas magyar regényíró, költő, humorista, publicista, dalszövegíró.
Gábor Andor a pesti kabaré minden hangon verselni képes napszámosa volt.

## Életpályája

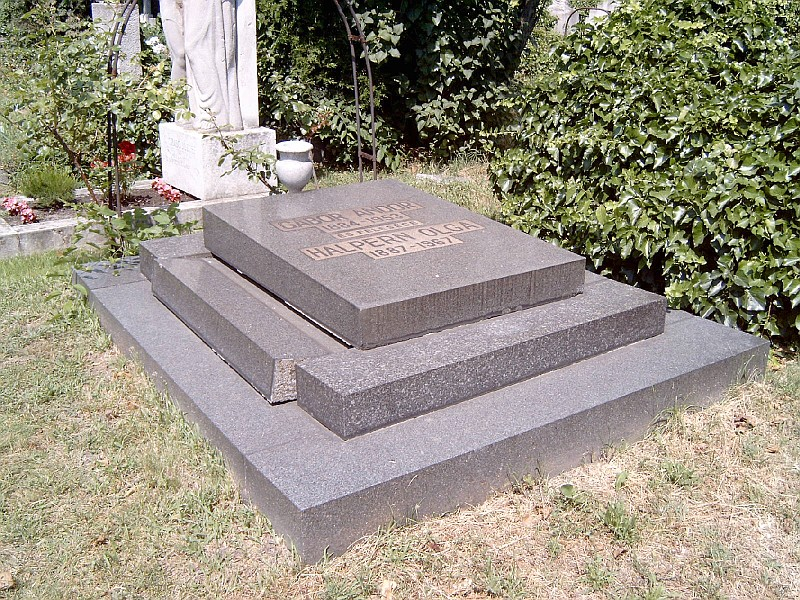
Gábor Andor sírja Budapesten. Kerepesi temető: 34-15-17

Kishivatalnoki családba született Greiner József és Grosz Emma fiaként. Már egyetemi évei alatt közölték írásait a Polgár, az Egyenlőség valamint A Hét című lapok. 1903-ban a Kisfaludy Társaság pályázatára lefordította Frédéric Mistral Mireio című eposzát, majd a Roland-éneket. Az 1910-es években felkapott kabarészerző lett. Emellett sikereket ért el vígjátékaival, szatirikus regényeivel és versesköteteivel is. Az első világháború idején (1914–1918) részt vett a polgári antimilitarista mozgalomban. Az 1918. évi polgári demokratikus forradalomban a Nemzeti Tanács mellett dolgozott.
Még a Magyarországi Tanácsköztársaság kikiáltása előtt kapcsolatba került Kun Bélával. 1919-ben részt vett a proletármozgalomban. A kommün bukásakor felajánlotta Kunnak és családjának, lakjanak nála, ám végül ez nem történt meg. Börtönbe került, innen néhány hét múlva kiszabadult és Bécsbe emigrált, ahol a polgári radikális Bécsi Magyar Újság munkatársa lett és itt a kommunista irányt képviselte. 1925-ben kiutasították Ausztriából. Ekkor Párizsba ment, de innen is kitoloncolták, végül Berlinben telepedett le. 1927-től berlini tudósító. 1929-ben tagja lett a Német Proletárok Szövetsége lapszerkesztő bizottságának. 1933-ban Moszkvába ment, ahol az Új Hang című folyóirat szerkesztője lett, 1938-tól. 1945-ben hazatért és munkatársa lett a Szabad Nép, Új Szó, Szabadság, Világosság című lapoknak. 1950–1953 között főszerkesztője volt a Ludas Matyi című szatirikus hetilapnak.
Első felesége Kökény Ilona komika, a második Vidor Ferike kabarészínésznő volt, akivel 1919. június 14-én kötött házasságot, Budapesten. 1923-ban vette feleségül Halpern (Rapapov) Olgát, akivel közös sírban nyugszik. (Özvegye, Halpern Olga 1958-ban alapította a Gábor Andor-díjat).

## Művei

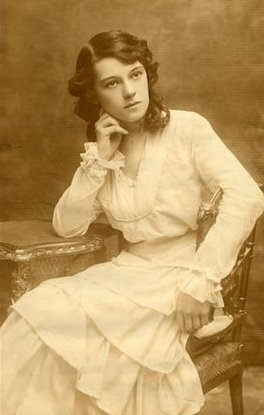
Palika Nemzeti Színház, Riza: Bajor Gizi

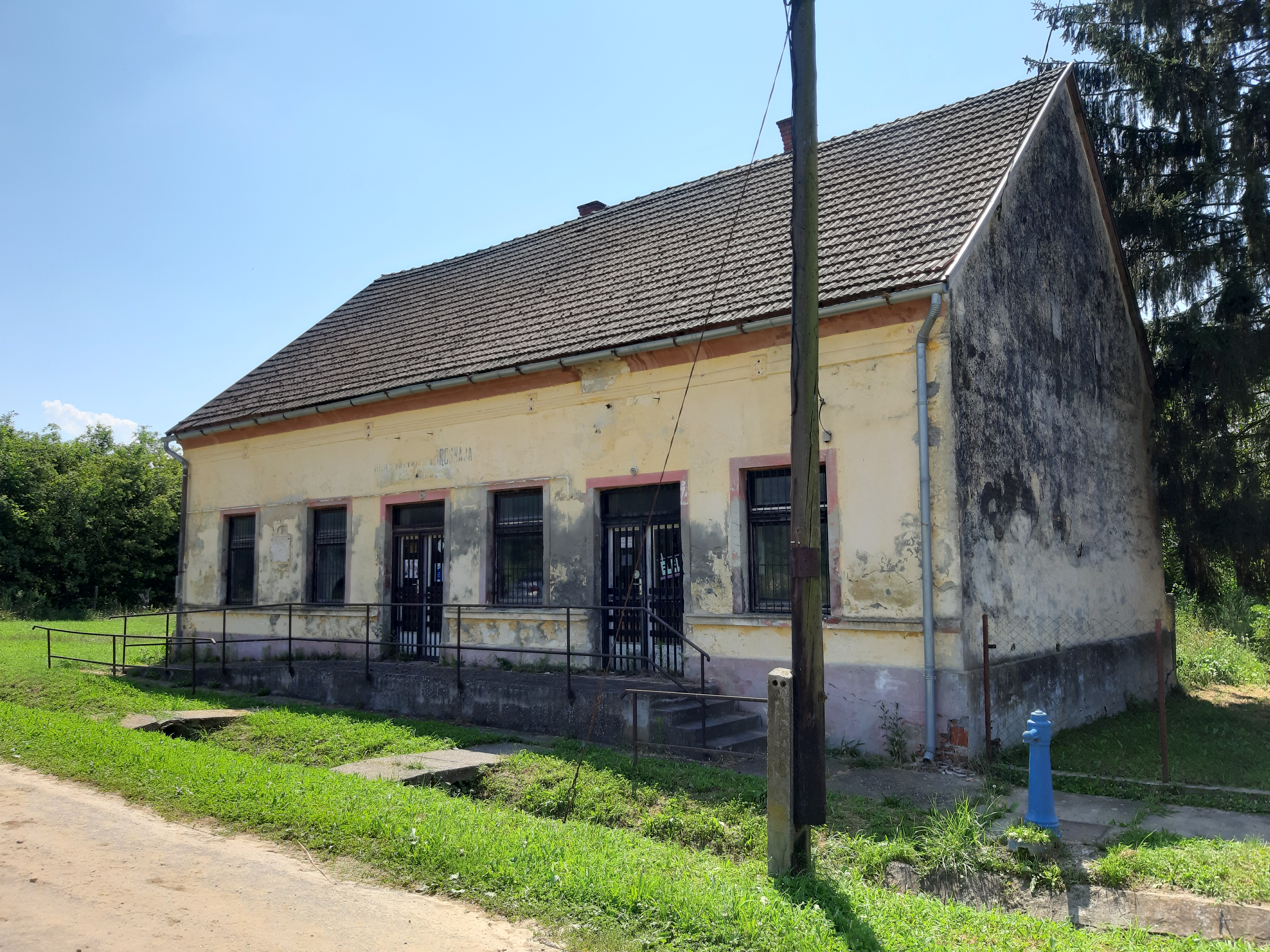
Szülőházának helyén álló épület Rinyaújnépen (Gábor Andor utca 33.)

### 1919-ig
- Böske a becsületét akarja; Schenk, Budapest, 1911 (Mozgó könyvtár)
- Buta a feleségem és egyéb bolondságok; Schenk, Budapest, 1911 (Mozgó könyvtár)
- Gábor Andor–Szirmai Albert: Fehér kabarédalok. Szöveg és zene; Bárd, Budapest, 1911
- Jaj, a feleségem! és egyéb jelenetek; Dick, Budapest, 1912
- Gábor Andor–Liptai Imre: A sarkantyú. Dráma; Dick, Budapest, 1912
- Pesti sirámok. Könyv a beteg városról; Dick, Budapest, 1912
- Gábor Andor–Köváry Gyula: Medgyaszay-esték. 1., Jelenetek, dalok, blüettek; Léderer, Budapest, 1913 (A Színházi Élet könyvtára)
- Tarka rímek. Versek; Dick, Budapest, 1913
- Petur meg a dinnye és más 30 humor; Dick, Budapest, 1913
- Mit ültök a kávéházban?; Dick, Budapest, 1914
- Palika. Színmű; Dick, Budapest, 1915[16]
- Mancika, tündér! Vidám és szomorú jelenetek; Dick, Budapest, 1915 k.
- Untauglich úr. Regény az itthonmaradtakról; Dick, Budapest, 1915
- A kozák és egyéb jelenetek; Dick, Budapest, 1915
- Ciklámen. Színjáték; Dick, Budapest, 1916
- A kanári és egyéb vadállatok; Dick, Budapest, 1916
- Szépasszony. Vígjáték; Dick, Budapest, 1916
- A polgőr és egyéb jelenetek; Dick, Budapest, 1916
- Mágnás Miska. Operett; zene Szirmai Albert, vers Gábor Andor, szöveg Bakonyi Károly; Szerzői Jogi Értékesítő Központ, Budapest, 1916
- Dollár-papa. A pénz komédiája 4 felvonásban; Dick, Budapest, 1917
- A hatalmas vadász és egyéb figurák; Dick, Budapest, 1917
- Meghalni jobb; Légrády Ny., Budapest, 1917
- Duó. Tréfás versek és verses tréfák; Dick, Budapest, 1917
- Majd a Vica! Vígjáték; Dick, Budapest, 1918
- Vidám könyv; Légrády, Budapest, 1918
- Doktor Senki. Regény, 1-2.; Dick, Budapest, 1918
- A princ. Vígjáték; Dick, Budapest, 1918
- Öregszem mégis...; Légrády, Budapest, 1918
- A vágyak valcere és egyéb elbeszélések; Légrády, Budapest, 1918
- Harminchárom; Újságüzem Ny., Budapest, 1918
- Hét pillangó. Regény; Dick, Budapest, 1918

### 1920–1944
- Ezt izenem; Bécsi Magyar Kiadó, Bécs, 1920
- Az én hazám. Versek az emigrációból; Bécsi Magyar Kiadó, Bécs, 1920A születésének 75. évfordulója alkalmából a rinyaújnépi házon elhelyezett emléktábla

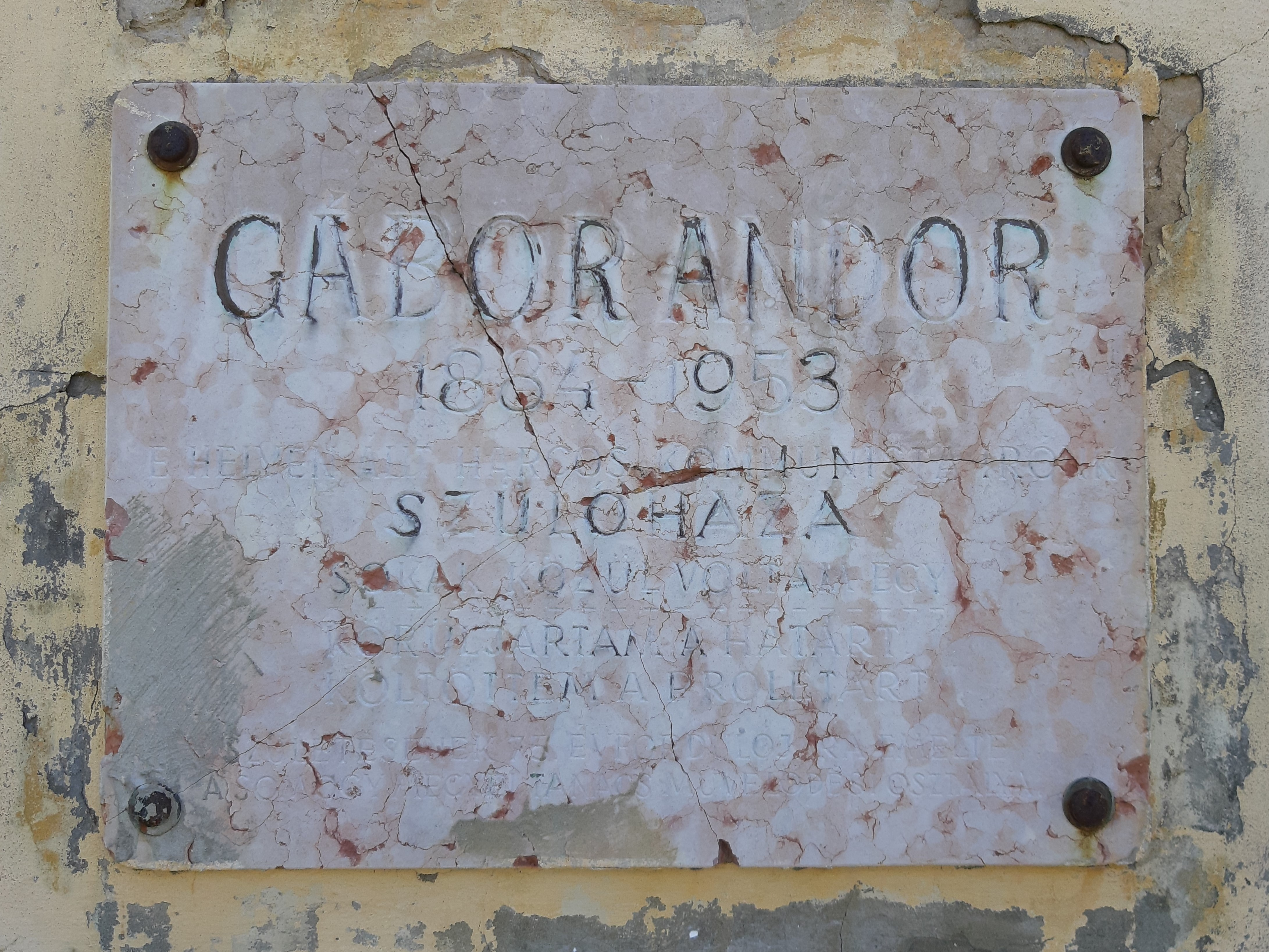
A születésének 75. évfordulója alkalmából a rinyaújnépi házon elhelyezett emléktábla

- Világomlás. Új versek; szerzői, Bécs, 1922
- Halottak arcai; szerzői, Wien, 1922
- És itt jön Jászi Oszkár, aki megeszi Marxot és Lenint; Ama, Wien, 1922
- Mert szégyen élni s nem kiáltani; Ama, Wien, 1923
- Egerszeg. Három kép a magyar életről és a magyar halálról; Ama, Wien, 1924
- Forradalmi dalok. A dalok szövegeit, a 21, 24, 30 és 32 számok kivételével Gábor Andor írta vagy fordította; Aksamit, Prága, 1926
- Gábor Andor összegyűjtött költeményei; Nemzetközi Könyv, Moszkva, 1940
- Bank ucca, vagyis: Hogy rabolták ki magyar urak a bécsi magyar szovjetkövetséget?; Ama, Wien, 1942
- Rehákné lelkem! Két pesti szomszédasszony beszélgetései. Első sorozat. 1942. nyarától Mussolini bukásáig; Idegennyelvű Irodalmi Kiadó, Moszkva, 1943
- Hazámhoz; Idegennyelvű Irodalmi Kiadó, Moszkva, 1943
- Rehákné lelkem! Két pesti szomszédasszony beszélgetései. 2. sorozat. A fedezetlen vásárló-erőtől Magyarország megszállásáig; Idegennyelvű Irodalmi Kiadó, Moszkva, 1944

### 1945–1989
- Így kezdődött...; Hungária, Bp., 1945
- Kis József–Gábor Andor–Urbán Ernő: A háromtornyú palota és egyéb játékok a magyar falu számára; Szikra, Bp., 1947
- Gábor Andor versei; Athenaeum, Bp., 1947
- Haspók úr ebédel. Tréfa; in: Régi magyar kabaré; Kultúra, Bp., 1948 (Új magyar könyvtár)
- Bécsi levelek; Athenaeum, Bp., 1950
- Válogatott cikkek; szerk. Gergely Sándor et al.; Szépirodalmi, Bp., 1953
- Válogatott versek; szerk. Gergely Sándor et al., bev. Illés Béla; Szépirodalmi, Bp., 1953
- Összegyűjtött novellák; ford. Réz Ádám, Lányi Viktor; Szépirodalmi, Bp., 1954 (Gábor Andor összegyűjtött művei)
- Összegyűjtött versek; bev. Bölöni György; Szépirodalmi, Bp., 1954 (Gábor Andor összegyűjtött művei)
- Összegyűjtött cikkek. 1., 1920–21; bev. Illés Béla; Szépirodalmi, Bp., 1955 (Gábor Andor összegyűjtött művei)
- Miréio–Roland ének és kisebb műfordítások, 1-2.; sajtó alá rend., bev., jegyz. Diószegi András; Szépirodalmi, Bp., 1957 (Gábor Andor összegyűjtött művei)
- Irodalmi tanulmányok; ford. Paulinyi Zoltán et al., sajtó alá rend., bev., jegyz. Diószegi András; Szépirodalmi, Bp., 1957 (Gábor Andor összegyűjtött művei)
- Ahogy én látom; sajtó alá rend., bev., jegyz. Diószegi András; Szépirodalmi, Bp., 1958 (Gábor Andor összegyűjtött művei)
- Pesti sirámok. Tárcák; sajtó alá rend., bev., jegyz. Diószegi András; Szépirodalmi, Bp., 1958 (Gábor Andor összegyűjtött művei)
- Véres augusztus. Válogatott politikai cikkek, 1920–26; sajtó alá rend., bev., jegyz. Diószegi András; Szépirodalmi, Bp., 1959 (Gábor Andor összegyűjtött művei)
- Színművek; sajtó alá rend., bev. Diószegi András; Szépirodalmi, Bp., 1959 (Gábor Andor összegyűjtött művei)
- A számla. Novellák; utószó Halász Sándor; Irodalmi és Művészeti, Bukarest, 1959 (Kincses könyvtár)
- Hektor / Mária; in: Egyfelvonásosok; bev. Ardó Mária, rend. utószó Dévényi Róbert, díszletek Bojár Iván; Gondolat, Bp., 1960 (Játékszín)
- Gábor Andor válogatott művei; vál., sajtó alá rend., jegyz. Diószegi András; Szépirodalmi, Bp., 1961 (Magyar klasszikusok)
- Tarka rímek; sajtó alá rend., bev., jegyz. Diószegi András; Szépirodalmi, Bp., 1962 (Gábor Andor összegyűjtött művei)
- Szokj le róla! Humoreszkek, szatírák stb.; vál. Márványi Judit; Magvető, Bp., 1962 (Vidám könyvek)
- Fölszáll a köd; vál., előszó Pataki Bálint; Ifjúsági, Bukarest, 1962 (Tanulók könyvtára)
- Igen, kollégáim. Publicisztikai írások; sajtó alá rend., bev., jegyz. Diószegi András; Szépirodalmi, Bp., 1964 (Gábor Andor összegyűjtött művei)
- Erélyes elégia; vál., utószó Diószegi András; Szépirodalmi, Bp., 1967
- Vacsora a Hotel Germániában; idegen nyelvű műveket ford. Lányi Viktor, Réz Ádám; Szépirodalmi, Bp., 1974 (Kiskönyvtár)
- Panoptikum; összeállította Benkő Károly, előszó Goda Gábor; MUOSZ–Kossuth, Bp., 1978
- Így volt, kortársaim! Válogatott publicisztikai írások; vál., szerk., bev. József Farkas; Szépirodalmi, Bp., 1984
- Kedves anyóli! Gábor Andor levelei Vidor Ferikének; vál., sajtó alá rend., jegyz. Petrányi Ilona, előszó Tasi József; Múzsák–PIM, Bp., 1988 (Irodalmi múzeum)

### 1990–
- Hét pillangó; utószó Bächer Iván; Bagolyvár, Bp., 1999
- Tarka rímek; szerk. Simor András; Táncsics Gimnázium, Bp., 2003 (Táncsics-sorozat)
- Gerő András–Hargitai Dorottya–Gajdó Tamásː A Csárdáskirálynő. Egy monarchikum története; szöveg Jenbach Béla, Leo Stein, ford. Gábor Andor, Békeffi István, Kellér Dezső; Habsburg Történeti Intézet, Bp., 2006
- Büszke dal. Válogatott versek; Simor András, Bp., 2008 (Z-füzetek)
- Szépasszony. Színművek (Európa Könyvkiadó, 2010. Válogatta, a jegyzeteket és az utószót írta Győrei Zsolt. ISBN 978-963-07-8960-8)
- "Fürödni fognak". Cikkek, versek; Simor András, Bp., 2012 (Z-füzetek)
- Régi meg új. Színmű 3 felvonásban; Simor András, Bp., 2012 (Z-füzetek)
- Halottak arcai. Cikkek; vál. Simor András; Simor András, Bp., 2013 (Z-füzetek)
- Epilóg (1924)

## Díjai, elismerései
- Magyar Köztársasági Érdemrend kiskeresztje (1948)[17]
- Magyar Köztársasági Érdemrend középkeresztje (1949)[18]
- Kossuth-díj (1953)